# 封神演義の各回概要
封神演義の各回概要（ほうしんえんぎのかくかいがいよう）は、封神演義における各回の概要一覧。
各回の題の和訳は二階堂善弘らによる。
その底本の原文を併記した。

## 一覧
1 紂王、女媧（じょか）宮に参拝す　　紂王女媧宮進香
商（殷）の紂王は女媧宮に参拝、その美しさをめでて詩を作る。女媧は無礼だと怒る。
2 冀州侯蘇護、商にそむく　　冀州侯蘇護反商
紂王は冀州侯の蘇護に娘を差し出すように言う。蘇護はこれを拒否。
3 姫昌囲みを解き、妲己を宮に進めしむ　　姬昌解圍進妲己
西伯（周）侯の姫昌が説得し、蘇護は娘の妲己を差し出すことに同意。
4 恩州の宿に狐狸、妲己を殺せしこと　　恩州驛狐狸死妲己
女媧の部下の千年狐狸が妲己にとりついた。その妲己を紂王が寵愛する。
5 雲中子、剣を進めて妖怪を除かんとす　　雲中子進劍除妖
終南山の仙人雲中子は、木剣を宮中に置き、妖怪妲己を殺そうとした。妲己が苦しみはじめたので、紂王はその木剣を焼き捨てた。
6 紂王、無道にも炮烙（ほうらく）を造る　　紂王無道造炮烙
紂王が諫言を入れず、宰相の商容は引退。妲己の案で紂王は炮烙を作る。紂王を諫めた梅伯はそれで焼き殺された。
7 費仲、計略にて姜皇后を廃す　　費仲計廢姜皇后
皇后も紂王を諫めた。皇后は紂王暗殺未遂の関係嫌疑をかけられ、拷問で死ぬ。
8 方弼・方相、朝歌にそむく　　方弼方相反朝歌
皇后の息子殷郊・殷洪の2人を、大将軍の方弼・方相が保護し逃走。
9 商容、九間殿において節に死す　　商容九間殿死節
仙人の赤精子と広成子が風で殷郊・殷洪を救った。元宰相の商容は朝に再入し、紂王を諫めた後、石柱に頭をぶつけて自殺。
10 姫伯、燕山にて雷震を収む　　姬伯燕山收雷震
西伯侯の姫昌は雷のあとに赤子を拾い、雷震子と名づけた。仙人の雲中子に育ててもらう。
11 羑里（ゆうり）城に西伯侯、囚わる　　羑里城囚西伯侯
姫昌は紂王を諫めたため、羑里城に監禁された。
12 陳塘関に哪吒、出世す　　陳塘關哪吒出世
李靖は陳塘関の司令官。長男が金吒、次男が木吒、三男が哪吒（なた）。哪吒は7歳で竜王の子3人を殺した。
13 太乙真人、石磯を収む　　太乙真人收石磯
哪吒は石磯嬢嬢の部下も殺した。哪吒は竜王の子殺しの罪で自殺した。
14 哪吒、蓮花の化身を現す　　哪吒現蓮花化身
元始天尊の弟子の太乙真人は、哪吒を蓮華の化身として復活させた。
15 崑崙山の子牙、下山す　　崑崙山子牙下山
元始天尊のもとで修行した姜子牙は、崑崙山を下山し、以後の主人公となる。
16 子牙、火もて琵琶精を焼く　　子牙火燒琵琶精
女媧の部下の三妖怪の一人、琵琶精は子牙に正体を見抜かれ、捕まった。
17 蘇妲己、蠆盆（たいぼん）をつくる　　蘇妲己置造蠆盆
妲己は紂王にすすめて、姜皇后の部下だった宮女たちを、蛇の穴に落として殺した。そのそばには酒池肉林を作らせた。
18 子牙、主を諫めて磻渓（はんけい）に隠る　　子牙諫主隱磻溪
子牙は鹿台の建築を命じられ、紂王を諫めた。捕まりかけたが、水遁と土遁の術で西岐（周）へ逃亡。
19 伯邑考、貢ぎ物を進めて贖罪す　　伯邑考進貢贖罪
西伯侯の姫昌の長男伯邑考は、父の赦免を願った。しかし妲己から無実の罪に落とされ挽き肉にされた。
20 散宜生、ひそかに費仲・尤渾に通ず　　散宜生私通費尤
西岐の散宜生は商の費仲・尤渾を買収し、姫昌を釈放させた。以後姫昌は文王と呼ばれる。
21 文王、誇官して五関を逃げる　　文王誇官逃五關
第10回に登場した雷震子は、師の雲中子の指示で、逃げる文王を守る。
22 西伯侯文王、子を吐く　　西伯侯文王吐子
文王は雷震子に背負われて五関を超え、西岐に帰った。
23 文王、夜に飛熊の兆しを夢見る　　文王夜夢飛熊兆
文王は飛熊の夢を見た。占わせたところ賢人を得る徴候だという。
24 渭水に文王、子牙を聘（へい）す　　渭水文王聘子牙
文王は釣りをしている子牙を見つけ、丞相とする。
25 蘇妲己、妖を招き宴に赴く　　蘇妲己請妖赴宴
紂王の鹿台が完成し、妲己は十五夜に妖怪たちを招く。
26 妲己、計を設け比干を害す　　妲己設計害比干
妲己の持病をなおすには亜相の比干の心臓が必要だという。比干は心臓を取られて死ぬ。
27 太師、兵を回し十策を陳べる　　太師回兵陳十策
太師の聞仲が遠征から帰った。紂王を十ヶ条の上奏文で諫める。紂王は七ヶ条だけ承認。
28 子牙の兵、崇侯虎を伐つ　　子牙兵伐崇侯虎
北伯侯の崇侯虎は紂王の下で悪政をしいていた。子牙は崇城を攻める。
29 侯虎を斬り、文王は狐を託す　　斬侯虎文王托孤
崇侯虎を斬った。周の文王は死に、息子の武王が継ぐ。
30 周紀、武成王を激まし反かしむ　　周紀激反武成王
武成王黄飛虎は、紂王に妻と妹を殺され、反逆を決意。
31 聞太師、兵を駆り追い襲う　　聞太師驅兵追襲
黄飛虎は商から脱出の途中、潼関の陳桐に殺される。
32 黄天化、潼関で父に会う　　黃天化潼關會父
青峰山で修行していた黄飛虎の長子、黄天化は、黄飛虎をよみがえらせ、陳桐を殺す。
33 黄飛虎、泗水（しすい）に大いに戦う　　黃飛虎泗水大戰
黄飛虎は今度は泗水関を守備する余化に捕まった。
34 飛虎、周に帰し子牙に見ゆ　　飛虎歸周見子牙
太乙真人が哪吒をつかわし、黄飛虎を救出して周に導いた。
35 晁田の兵、西岐の事を探る　　晁田兵探西岐事
商軍の晁田と晁雷の兄弟は西岐を探って捕まる。
36 張桂芳、詔を奉じ西征す　　張桂芳奉詔西征
商軍の張桂芳は相手の名を呼んで馬から落とす術を使う。しかし魂魄を持たない哪吒には効かなかった。
37 姜子牙、崑崙に上る　　姜子牙一上崑崙
子牙は崑崙山に戻る。子牙の弟弟子の申公豹は子牙を憎む。子牙は元始天尊の命令で封神台の作成を始める。
38 四聖、西岐にて子牙に会う　　四聖西岐會子牙
商軍は援軍として九龍島の四聖を呼ぶ。子牙は再び崑崙に行き、元始天尊から騎獣の四不相と武器の打神鞭を得た。
39 姜子牙、岐山を氷凍らす　　姜子牙冰凍岐山
周軍は張桂芳も九龍島の四聖も倒した。子牙は商の魯雄の軍も氷攻めで倒す。
40 四天王、炳霊公に遇う　　四天王遇丙靈公
商軍の魔家四将が攻める。玉鼎真人の弟子で、変身術の楊戩（ようせん）が周軍についた。
41 聞太師の兵、西岐を伐つ　　聞太師兵伐西岐
黄天化が攢心釘（さんしんてい）で魔家四将を倒した。聞仲が西岐征伐へ向かう。
42 黄花山にて、鄧・辛・張・陶を収む　　黃花山收鄧辛張陶
聞仲は黄花山で4人の部下を得、周と戦いを開始。
43 聞太師、西岐で大いに戦う　　聞大師西岐大戰
聞仲に截教（せっきょう）の十道士がつき、十の陣を作る。
44 子牙の魂、崑崙山に遊ぶ　　子牙魂游崑崙山
姚天君の呪いで子牙が死んだ。赤精子は落魂陣から子牙の魂を取り戻す。元始天尊の十二弟子が、崑崙から周へ助っ人に来る。
45 燃灯、十絶陣を破るを議す　　燃燈議破十絕陣
広法天尊は秦天君の天絶陣を破る。懼留孫（くりゅうそん）は趙天君の地烈陣を破る。
46 広成子、金光陣を破る　　廣成子破金光陣
慈航道人は薫天君の風吼陣を破る。普賢真人は袁天君の寒氷陣を破る。広成子は金光聖母の金光陣を破る。太乙真人は孫天君の化血陣を破る。
47 公明、聞太師を補佐す　　公明輔佐聞太師
聞仲は峨眉（がび）山の趙公明を味方にする。趙公明は宝器の定海珠を奪われ、これを燃灯道人が入手。
48 陸圧、計を献じ公明を射る　　陸壓獻計射公明
陸圧道人は百天君の烈焔陣を破る。赤精子は姚天君の落魂陣を破る。
49 武王、紅沙陣に失陥す　　武王失陷紅沙陣
道徳真君は王天君の紅水陣を破る。陸圧道人と子牙は趙公明を呪い殺した。
50 三姑、計りて黄河陣をしく　　三姑計擺黃河陣
趙公明の妹三人が黄河陣をしき、元始天尊の十二弟子をとらえる。
51 子牙、営を劫い聞仲を破る　　子牙劫營破聞仲
老子と天始元尊が登場し、黄河陣を破る。南極仙翁が張天君の紅沙陣を破る。聞仲は子牙と戦い敗走。
52 絶龍嶺にて聞仲、天に帰す　　絕龍嶺聞仲歸天
赤精子、哪吒、黄天化、雷震子が次々に聞仲を攻撃。聞仲は絶龍嶺で雲中子に殺された。
53 鄧九公、勅を奉じて西征す　　鄧九公奉敕西征
聞仲にかわって三山関の鄧九公が西征を命じられる。その娘嬋玉は石投げの術を使う。
54 土行孫、功を立て耀を顕す　　土行孫立功顯耀
懼留孫の弟子土行孫は鄧九公の部下になり、地行術で哪吒と黄天化をとらえる。
55 土行孫、西岐に帰伏する　　土行孫歸伏西岐
土行孫を師、懼留孫が捉えた。土行孫は周に帰順する。
56 子牙、計を設けて九公を収む　　子牙設計收九公
土行孫は鄧嬋玉を妻にした。彼女の説得でその父鄧九公も周に降伏。
57 冀州侯蘇護、西岐を伐つ　　冀州侯蘇護伐西岐
冀州侯蘇護が西征を命じられる。蘇護はそのまま周に降伏しようと考える。
58 子牙、西岐にて呂岳に逢う　　子牙西岐逢呂岳
蘇護の部下の呂岳が西岐を攻め、西岐の水に毒をまく。楊戩は三聖から薬をもらって治療する。
59 殷洪、下山して四将を収む　　殷洪下山收四將
道行天尊の弟子、韋護が周軍につく。呂岳は逃亡。赤精子の弟子になっていた殷洪は、周の味方に行くが、申公豹に説得され商の味方になる。
60 馬元、下山して殷洪を助く　　馬元下山助殷洪
骷髏（ころ）山の馬元が殷洪の味方になるが、広法天尊に負けて西方へ帰依する。
61 太極図に殷洪、絶命す　　太極圖殷洪絕命
殷洪は赤精子が使う太極図の中に入って死んだ。蘇護と鄭倫は周に降伏。
62 張山と李綿、西岐を伐つ　　張山李錦伐西岐
三山関の張山が西岐を攻める。鄧九公と戦い勝負がつかず。
63 申公豹、殷郊に反逆を説く　　申公豹說反殷郊
広成子の弟子をしていた殷郊が周の味方に行くが、弟殷洪が子牙に殺されたと申公豹から聞き、商に味方する。
64 羅宣、火もて西岐城を焚く　　羅宣火焚西岐城
火龍島の羅宣が殷郊に味方し、西岐城を焼く。しかし龍吉公主が雨を降らせて消した。
65 殷郊、岐山にて犁鋤（りじょ）を受く　　殷郊岐山受犁鋤
李靖が羅宣を殺す。鄧九公が張山を殺す。殷郊は燃灯道人の術で山にはさまれ動けず、犁で挽かれて死んだ。
66 洪錦、西岐城にて大いに戦う　　洪錦西岐城大戰
三山関の洪錦が西岐を攻め、龍吉公主に捉えられた。二人は夫婦になる。
67 姜子牙、金台にて将を拝す　　姜子牙金臺拜將
周軍は東征を開始。武王は姜子牙を東征軍の元帥に任ずる。
68 首陽山で伯夷・叔斉、兵を阻む　　首陽山夷齊阻兵
伯夷と叔斉が進軍を止めようとする。周軍はかまわず前進。二人は嘆いて首陽山で餓死する。
69 孔宣、金鶏嶺にて周軍を阻む　　孔宣兵阻金雞嶺
三山関の孔宣が周軍を迎え撃つ。その戦いで黄天化が死んだ。
70 準提道人、孔宣を調伏す　　準提道人收孔宣
周軍は孔宣の五色の神光に苦戦。準提道人が孔宣を捕らえた。正体は孔雀だった。
71 姜子牙、三路に兵を分かつ　　姜子牙三路分兵
子牙は補給のため汜水（いすい）関以外に佳夢関と青龍関も攻める。佳夢関攻めの洪錦は火霊聖母に苦戦。
72 広成子、三たび碧遊宮に謁す　　廣成子三謁碧游宮
広成子が番天印で火霊聖母を殺し、佳夢関を占領。申公豹は今後子牙の妨害をしないと誓う。
73 青龍関にて飛虎、兵を失う　　青龍關飛虎折兵
青龍関を攻めるが、守る陳奇の蕩魔杵（とうましょ）で鄧九公や、黄飛虎の子、黄天祥らが戦死。
74 哼哈（きょうごう）、二将神通を顕す　　哼哈二將顯神通
鄭倫と陳奇はどちらも金晴獣に乗って五分五分の戦い。哪吒と黄飛虎が陳奇を殺し、青龍関を占領。
75 土行孫、騎を盗みて囚われの身となる　　土行孫盜騎陷身
五関の最初、汜水関を攻める。土行孫は五雲駝を盗もうとして捕まるが、懼留孫が助けた。
76 鄭倫、将を捉え汜水関を取る　　鄭倫捉將取汜水
鄭倫の活躍で汜水関を攻略。守る韓栄は身投げして死んだ。
77 老子の一炁（き）三清と化す　　老子一炁化三清
截教の教主、通天教主は界牌関の前に誅仙陣をしく。老子が降臨し通天教主と戦う。
78 三教、会して誅仙陣を破る　　三教會破誅仙陣
老子と元始天尊に加え、西教の準提道人と接引道人の四教主で通天教主の誅仙陣を破った。
79 穿雲関にて四将、擒となる　　穿雲關四將被擒
界牌関を超えた。次の穿雲関を守る龍安吉は四肢酥を使い、攻める周軍の四将をとりこにする。
80 楊任、下山して瘟司を破る　　楊任下山破瘟司
哪吒が乾坤圏で龍安吉を殺す。第59回で逃亡した呂岳が再登場。道徳真君の弟子楊任が周につき、五火扇をあおいで呂岳を殺す。
81 子牙、潼関に痘神に遇う　　子牙潼關遇痘神
穿雲関を攻略。四番目の潼関で蘇護が戦死。余徳の術で周軍に痘疹が流行。楊戩が伏羲・神農からまた薬をもらって治療。
82 三教、大いに万仙陣に会う　　三教大會萬仙陣
潼関を超えると通天教主の万仙陣。老子、元始、通天の三教が会し、万仙陣で戦う。
83 慈航、獅・象・犼を収伏す　　三大師收獅象犼
慈航道人は金光仙を捕らえ、自分の騎獣にする。金霊聖母は龍吉公主と洪錦を殺す。
84 子牙、兵もて臨潼関を取る　　子牙兵取臨潼關
燃灯道人は定海珠で金霊聖母を殺した。四教主は万仙陣を占領。鴻鈞道人の仲裁で仙界戦争は終了。申公豹を北海眼に追放。
85 鄧芮（とうへい）二侯、周主に帰順す　　鄧芮二侯歸周主
五関の最後は臨潼関。守る鄧昆・芮吉は降伏を望み、土行孫が仲介する。
86 澠池（めんち）県に五岳、天に帰す　　澠池縣五岳歸天
五関を抜けた。しかし澠池県の張奎に、黄飛虎ら五人の将軍が殺された。
87 土行孫夫婦、陣没す　　土行孫夫妻陣亡
土行孫は張奎に、鄧嬋玉は張奎の妻高蘭英に殺された。
88 武王、白魚龍舟に跳ぶ　　武王白魚跳龍舟
地行術中の張奎を韋護が殺した。周軍は澠池県を占領し、黄河を渡る。
89 紂王、骨を敲き妊婦を剖く　　紂王敲骨剖孕婦
妲己は妊婦の胎児の男女がわかると言うので、紂王は妊婦の腹を裂かせて確かめた。
90 子牙、神荼・鬱塁を捉える　　子牙捉神荼鬱壘
600諸侯と共に孟津の会戦。商軍の大将は袁洪。その部下、高明・高覚を子牙が殺す。
91 蟠龍嶺に鄔文化（うぶんか）を焼く　　蟠龍嶺燒鄔文化
楊任が袁洪に殺された。巨人、鄔文化が周軍を攻める。周軍はこの巨人を火攻めで殺した。
92 楊戩・哪吒、七怪を収む　　楊戩哪吒收七怪
鄭倫が戦死。楊戩は女媧からもらった山河社稷図で袁洪を捉えた。その正体は白猿だった。
93 金吒、智もて遊魂関を取る　　金吒智取游魂關
金吒と木吒は変名で遊魂関に潜入、東から攻める東伯侯を援助する。
94 文煥、怒りて殷破敗を斬る　　文煥怒斬殷破敗
周軍は朝歌に至る。殷破敗は周軍に引き返すよう説得したが失敗。
95 子牙、紂王の十罪を暴く　　子牙暴紂王十罪
朝歌の民が城門を開き、周軍が入城。子牙は紂王と対面し、その十罪を暴く。
96 子牙、簡牒を発して妲己を擒える　　子牙發柬擒妲己
妲己ら三妖怪が周軍を夜襲。とらえた妲己を子牙が斬る。
97 摘星楼に紂王、自焚す　　摘星樓紂王自焚
紂王は摘星楼に登り、宦官の朱昇に命じて楼を焼かせて死んだ。
98 周武王、鹿台に散財す　　周武王鹿臺散財
諸侯に勧められ、武王が天子となる。
99 姜子牙、帰国して封神す　　姜子牙歸國封神
子牙は封神台に行き、この物語で死んだ365人を封神する。
100 武王、列国諸侯を封ず　　武王封列國諸侯
李靖、金吒、木吒、哪吒、楊戩、韋護、雷震子の7人は肉体を持ったまま昇仙した。他の親王・功臣は72の国々に封ぜられ、物語は終わる。